# اریک بلدسو
اریک بلدسو (انگلیسی: Eric Bledsoe؛ زادهٔ ۹ دسامبر ۱۹۸۹) بازیکن بسکتبال اهل ایالات متحده آمریکا است.
از باشگاه‌هایی که در آن بازی کرده‌است می‌توان به لس آنجلس کلیپرز، بسکتبال مردان کنتاکی وایلدکتز، میلواکی باکس، و فینیکس سانز اشاره کرد.